# Eindhoven Zoo
Eindhoven Zoo is een dierentuin in Mierlo (met een bezoekadres in Nuenen), dicht bij Eindhoven, gelegen in Gulbergen. Het park opende in 2004 de poorten onder de naam Dierenrijk Europa en was van 2008 tot en met 2024 bekend als Dierenrijk. 
In het park verblijven bijna honderd verschillende diersoorten. Een Brabantse boerenhoeve fungeert als entree. 

## Geschiedenis
Het park is aangelegd op een voormalige vuilstortplaats. Op 3 mei 2004 werd de dierentuin officieel geopend door Eindhovens burgemeester Alexander Sakkers. In de eerste jaren stond het park bekend als Dierenrijk Europa en toonde men uitsluitend diersoorten uit Europa, waarbij het park was onderverdeeld in zeven gebieden met een eigen thema:
- Cultuurlandschap met beverratten, wilde katten, vossen en een vogelweide.
- Oerbos: hier waren everzwijnen, Europese dassen en wasbeerhonden te zien.
- Alpen: hier leefden zwarte wouwen, alpensteenbokken, kalkoenen en bruine beren.
- Het Hoge Noorden met wolven, rendieren, tijgers en ijsberen.
- Strand en zee met onder andere gewone zeehonden, pelikanen en hondshaaien.
- Moeras met Canadese bevers, otters, dwergotters en elanden.
- Het Mediterrane Zuiden met berberapen.

Nadat vanaf 2007 ook dieren van buiten Europa aan de collectie werden toegevoegd, werd de naam veranderd in Dierenrijk. In 2008 kwamen de bijvoorbeeld Aziatische olifanten, kamelen en gibbons naar het park. Ter gelegenheid van het 15-jarig jubileum werden er Indische neushoorns toegevoegd aan het park. In 2024 kwam er een nieuw verblijf voor de Siberische tijgers en werd de naam van het park gewijzigd in Eindhoven Zoo.
In 2018 werd voor de ogen van een tiental bezoekers een wolf aangevallen en verscheurd door vier beren.
In 2025 werd aangekondigd dat Eindhoven Zoo van plan was om gouden takins te houden in de zomer van 2025. Deze dieren worden gehuisvest op het voormalige perk van de kamelen. Met deze ontwikkeling is Eindhoven Zoo de enige Nederlandse dierentuin met deze diersoort.

## Diersoorten
De dierencollectie van Eindhoven Zoo omvat anno 2024 de volgende diersoorten:

### Zoogdieren
- leeuw
- Alpaca
- Alpensteenbok
- Axishert
- Aziatische olifant
- Berberaap
- Canadese bever
- Cavia
- Centraal-Europees wild zwijn
- Chimpansee
- Chinese muntjak
- Edelhert
- Europese bruine beer
- Euraziatische lynx
- Gestreepte skunk
- Gewoon stekelvarken
- IJsbeer
- Indische neushoorn
- Jachtluipaard
- Java-aap
- Kameel
- Kleinklauwotter
- Nijlgau
- Parmawallaby
- Poolvos
- Rendier
- Ringstaartmaki
- Kleine panda
- Rode vari
- Schotse hooglander
- Siberische tijger
- Stokstaartje
- Visayawrattenzwijn
- Wasbeer
- Witwanggibbon
- Wolf
- Zebramangoeste
- Zwijnshert

### Vogels
- Bergeend
- Blauw-gele ara
- Bonte muskaatduif
- Chileense smient
- Darwins nandoe
- Flamingo
- Lepelaar
- Oehoe
- Reuzenreiger
- Grijze kroonkraanvogel
- Humboldtpinguïn
- Heremietibis
- Kleine pelikaan
- Kleine zilverreiger
- Rijstvogel
- Rode ibis
- Sneeuwuil
- Strohalsibis
- Vale gier
- Zwarte ooievaar
- Zwarte wouw

### Reptielen
- Griekse landschildpad
- Groene leguaan
- Korenslang

### Vissen
- Garra rufa
- Karper

### Ongewervelden
- Chileense vogelspin
- Grote agaatslak
- Indische wandelende tak

## Organisatie
Eindhoven Zoo wordt geëxploiteerd door het bedrijf Libéma Exploitatie BV, dat ook Safaripark Beekse Bergen in Hilvarenbeek en Aviodrome in Lelystad exploiteert.

## Fokprogramma's
Het park neemt deel aan meerdere internationale fokprogramma's en coördineert en beheert het ESB-stamboek voor de Darwins nandoe.